# Hemichaetoplia pallidipennis
Hemichaetoplia pallidipennis är en skalbaggsart som beskrevs av Leonard Gyllenhaal 1817. Hemichaetoplia pallidipennis ingår i släktet Hemichaetoplia och familjen Rutelidae. Inga underarter finns listade i Catalogue of Life.